# Orphinus fulvipes
Orphinus fulvipes is een keversoort uit de familie spektorren (Dermestidae). De wetenschappelijke naam van de soort werd in 1838 gepubliceerd door Félix Édouard Guérin-Méneville.